# Dai Nippon Butoku Kai

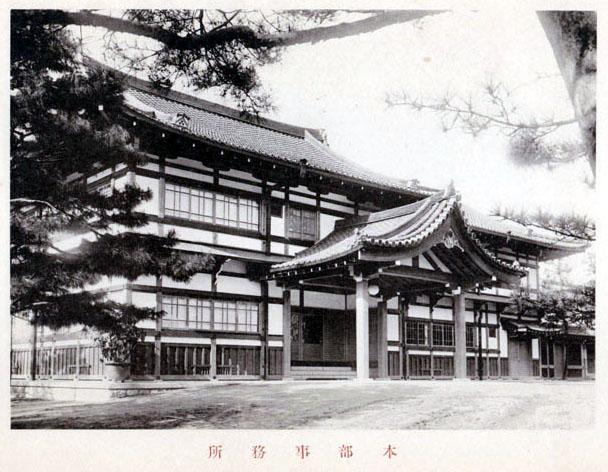
Le Butokuden en 1900.

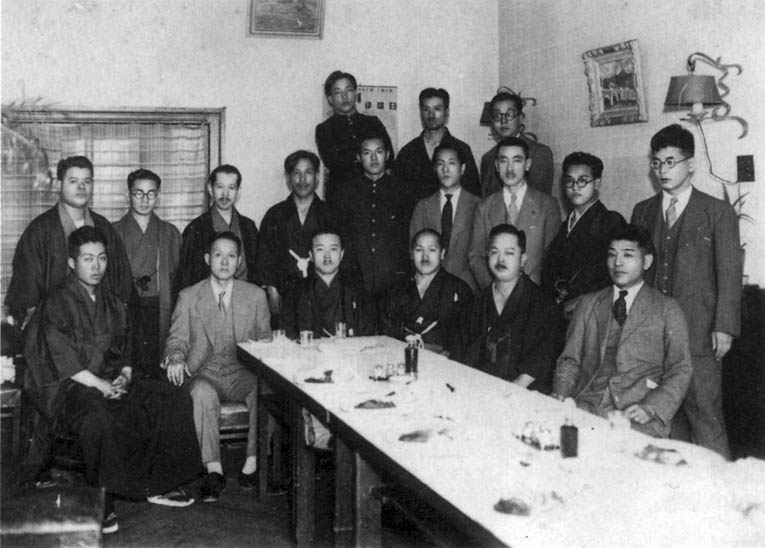
Les maîtres réunis en 1938.
En première ligne, Tatsuo Yamada (fondateur du Nihon Kenpo Karatedo, un des pères du kickboxing et élève de Motobu), Hironori Ōtsuka (fondateur du wado-ryu et élève de Funakoshi et Motobu), Yasuhiro Konishi (fondateur du Shinto Jinen ryu et élève de Funakoshi et Motobu), Sannosuke Ueshima (fondateur du Kushinryu et élève de Motobu) et Kenwa Mabuni (fondateur du Shitoryu).
2e ligne (4e à partir de la gauche), Gogen Yamaguchi (élève de Chojun Miyagi). Ligne arrière (premier à gauche), Neichu So (un élève de Gogen Yamaguchi et professeur de Masutatsu Oyama)

Le Dai Nippon Butoku Kai (大日本武徳会), ou association pour les arts martiaux du grand Japon, est une organisation non gouvernementale créée en 1895 avec le parrainage de l'Empereur du Japon. Son objectif premier était d'aider à la préservation des arts traditionnels ainsi qu'à encourager leur enseignement et leur diffusion, notamment dans le système éducatif de l'ère Meiji.
Plus tard, il servira de relais aux désirs expansionnistes du Japon impérial jusqu'à devenir une organisation fasciste dont le but avoué sera d'appuyer la propagande militaire japonaise. Nationalisée en 1942, il s'approprie une grande partie des organisations martiales de l'époque, et notamment le Kodokan Judo. Devenu une énorme organisation tentaculaire et incroyablement riche, son pouvoir de propagande est gigantesque pendant les années de guerre. C'est principalement pour cette raison que l'organisation sera démantelée par l'occupation Américaine en 1946 et ses membres seront poursuivis dans toutes les strates de la société et notamment dans l'administration. 
Ce n'est qu'en 1953 qu'une nouvelle organisation portant le même nom sera renouvelée, renouant avec les objectifs initiaux impulsés par l'un de ses principaux dirigeant Nishikubo Hiromichi dès les années 1910, à savoir la préservation et la diffusion des arts martiaux traditionnels dans un but éducatif. Les statuts sont modifiés en 2012 et l'organisation obtient l'accréditation Ippan Shadan Hojin (General Incorporated Association, forme d'association pouvant avoir un but lucratif) mais n'obtient pas le statut Koeki Zaidan Hojin (Public Interest Incorporated Association). le Dai Nippon Butokukai conserve un lien avec la famille impériale via son président (permanent) Higashifushimi Jiko, cousin de l'empereur Akihito. 
Le Dai Nippon Budoku Kai reste aujourd'hui l'association pour la préservation des Kobudo l'une des deux organisations majeures soutenant la diffusion des arts martiaux japonais au Japon et dans le monde entier dans un but d'harmonie et de paix. 

## Écoles martiales rattachées
- 1906 : Kendo - Watanabe Noboru
- 1907 : Judo - Isogai Hajime
- 1939 : Wadō-ryū - Hironori Ōtsuka
- 1941 : Aikido - Minoru Hirai
- 1939 : Shitō-ryū - Kenwa Mabuni
- 1933 : Gōjū-ryū - Chojun Miyagi
- 1936 : Shotokan - Gichin Funakoshi
- 1936 : Shindo Jinenryu[3] Konishi Yasuhiro
- ???? : Gojukai - Gogen Yamaguchi[4]
- ???? : Matsubayashi - Shorin-ryu  Nagamine Shoshin
- ???? : Kushinryu en:Sannosuke Ueshima
- 1939 : Kenyuryu - Tomoyori Ryusei
- ???? : Koryu -  Kinjo Hiroshi
- ???? : Shorinji ryu - Richard Kim
- 1942 : Itosukai Shitoryu - Ryusho Sakagami[5]